# Elektroüzemanyag

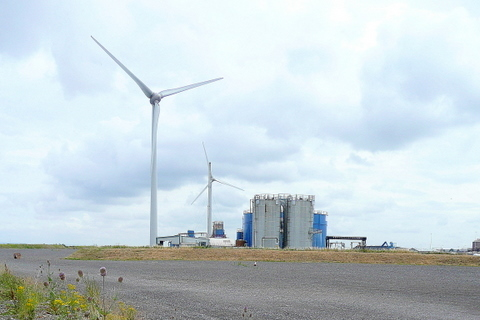
A megújuló energiából származó elektroüzemanyagok helyettesíthetik a fosszilis tüzelőanyagokat

Az elektroüzemanyagok, más néven e-üzemanyagok, a szintetikus üzemanyagok osztálya, egyfajta helyettesítő üzemanyag. Gyártásuk leválasztott szén-dioxid vagy szén-monoxid, valamint fenntartható villamosenergia-forrásokból, például szél-, nap- és atomenergiából nyert hidrogén felhasználásával történik.: 7 
A gyártási folyamat során szén-dioxidot használnak fel és hasonló mennyiségű szén-dioxid kerül a levegőbe az üzemanyag elégetésekor, így összességében kicsi karbonlábnyom érhető el. Az elektroüzemanyagok tehát lehetőséget jelentenek a közlekedésből származó üvegházhatást okozó gázok kibocsátásának csökkentésére, különösen a távolsági teherszállítás, tengeri és légi szállítás esetében.
Az elsődleges célpontok a butanol és a biodízel, de más alkoholok és széntartalmú gázok, például a metán és a bután is.

## Kutatás
A közlekedésben használt folyékony elektroüzemanyagokkal kapcsolatos kutatások elsődleges finanszírozási forrása az Eric Toone által vezetett Advanced Research Projects Agency-Energy ( ARPA-E ) Electrofuels Programja volt. Az ARPA-E, amelyet 2009-ben Steven Chu, Obama elnök energiaügyi miniszterének vezetésével hoztak létre, az Energiaügyi Minisztérium (DOE) kísérlete a DARPA hatékonyságának megkettőzésére. A program keretében finanszírozott projektek közé tartozik például az OPX Biotechnologies biodízel-üzemanyaga Michael Lynch vezetésével és Derek Lovley mikrobiális elektroszintézissel kapcsolatos munkája a Massachusetts Amherst Egyetemen, amely állítólag az első folyékony elektroüzemanyagot állította elő szén-dioxidot használva alapanyagként.
Az első elektroüzemanyag-konferenciát, amelyet az American Institute of Chemical Engineers szponzorált, 2011 novemberében tartották Providence-ben. Ezen a konferencián Eric Toone igazgató kijelentette, hogy: „Tizennyolc hónappal a program elindítása után tudjuk, hogy működik. Most azt kell tudnunk, hogyan tehetnénk jelentőségteljessé." Számos csoport túlmutat az alapelvek bizonyításain, és azon dolgoznak, hogy költséghatékonyan bővüljenek.
Az elektroüzemanyagokban rejlő lehetőségek alapjaiban változtathatják meg a világot, ha olcsóbbakká tudnak válni, mint a kőolaj alapú üzemanyagok, és ha az elektroszintézissel előállított vegyi alapanyagok olcsóbbak lesznek, mint a kőolajból finomítottak. Az elektroüzemanyagok jelentős változásokat hozhatnak megújulóenergia témában is, mivel ezek az üzemanyagok lehetővé teszik a bármely forrásból származó megújuló energia kényelmes tárolását folyékony formában.
2014 óta, a palagáz ipar fellendülése óta, az ARPA-E az elektromosan előállítható alapanyagok helyett a földgázból kinyerhető alapanyagokra összpontosít, eltávolodva ezzel az elektroüzemanyagoktól.
2020 vége felé a Porsche bejelentette elektroüzemanyag-befektetését, beleértve a chilei Haru Oni projektet, amely szintetikus metanolt állít elő szélenergiából. 2021-ben az Audi bejelentette, hogy e-dízel és e-benzin projekteken dolgozik. A brit Zero vállalat, amelyet 2020-ban alapított az egykori F1-es mérnök, Paddy Lowe, kifejlesztett egy „petroszintézisnek” nevezett eljárást, hogy fenntartható üzemanyagot állítson elő, és fejlesztési üzemet állított fel az Oxford melletti Bicester Heritage üzleti központban.
2021-re az Európai Közlekedési és Környezetvédelmi Szövetség azt tanácsolta, hogy a légiközlekedési ágazatnak szüksége van az e-kerozin alkalmazására, mivel az jelentősen csökkentheti a légi közlekedés éghajlatra gyakorolt hatását. Azt is megfigyelték, hogy az elektroüzemanyagot használó autók az üzemanyag gyártása során megkötött szén-dioxidon túl két jelentős üvegházhatású gázt is kibocsát: metánt (CH4) és dinitrogén-oxidot (N2O); így a helyi légszennyezés továbbra is aggodalomra ad okot, valamint ötször kevésbé hatékony, mint a közvetlen villamosítás.
Az eFuel Alliance szerint az elektroüzemanyagok hatékonyságának hiányára vonatkozó perspektíva félrevezető, mivel a globális energiaátállás szempontjából nem az a kritikus, hogy a villamosenergia-végfelhasználás mennyire hatékony, hanem sokkal inkább az, hogy milyen hatékonyan lehet megújuló energiákból villamos energiát előállítani, majd használhatóvá tenni.

## Fordítás
Ez a szócikk részben vagy egészben  az   Electrofuel című angol Wikipédia-szócikk ezen változatának fordításán alapul.  Az eredeti cikk szerkesztőit annak laptörténete sorolja fel. Ez a jelzés csupán a megfogalmazás eredetét és a szerzői jogokat jelzi, nem szolgál a cikkben szereplő információk forrásmegjelöléseként.

## Kapcsolódó szócikk
- E-benzin